# Electrische Museumtramlijn Amsterdam
Electrische Museumtramlijn Amsterdam är en museispårväg  i Amsterdam som togs i drift den 
20 september 1975, hundra år efter att Amsterdams spårväg invigdes.
Museispårvägen trafikerade först en 1 200 meter lång sträcka av den tidigare Haarlemmermeer-järnvägen till 
Riksväg 10. Linjen förlängdes efterhand och järnvägsrälsen byttes ut mot spårvagnsräls. Nya kontaktledningar sattes upp och växlar och hållplatser anlades. År 1997 nådde linjen fram till Bovenkerk där ett triangelspår anlades.
Sträckan mellan Haarleemmer station och Bovenkerk via Jollenpad, Kalfjeslaan och Amstelveen är 7,2 kilometer lång och har 16 hållplatser. Den trafikeras på söndagar under sommarhalvåret med gamla spårvagnar från Amsterdam, Haag, Rotterdam, Zeist, Groningen, Wien och Prag från åren 1904 till 1960.

## Ombyggnad
Området kring Havenstraat, där spårvägsdepån ligger, kommer att bebyggas och sommaren 2024 revs  depån och spåren. En ny tillfällig depå har inretts vid Jollenpad och  sträckan mellan Haarleemmer station och Jollenpad körs med veteranbuss.